# 頭家厝駅
頭家厝駅（とうかせきえき）は台湾台中市潭子区にある台湾鉄路管理局台中線の駅。台鉄捷運化計画の一環で高架駅として新設が決定された。区間車のみが停車する。

## 歴史
- 2006年2月13日 - 行政院で当駅新設を含む「台中都会区鉄路高架捷運化計画（中国語版）」が承認される[5]。
- 2009年10月16日 - 高架化事業着工[6]。
- 2012年
  - 6月27日 - 入札[7]
  - 7月22日 - 駅舎起工[8]。
- 2016年10月16日 - 台中線高架区間開通[9]。
- 2018年10月28日 - 開業[10][11][12]。

## 駅構造
相対式ホーム2面2線の高架駅。

### 駅階層
| 地上 ？階                      |                                    |                                                                |
| 相対式ホーム、左側のドアが開く |                                    |                                                                |
| 1番線                          | →■台中線 台中・彰化方面（松竹駅）→ |                                                                |
| 2番線                          | ←■台中線 豊原・新竹方面（潭子駅）  |                                                                |
| 相対式ホーム、左側のドアが開く |                                    |                                                                |
| 地上 一階                      | コンコース                         | 出入口、コンコース、自動券売機、改札口、エスカレーター、トイレ |

## 利用状況
| 年   | 年間    | 年間    | 年間    | 年間   | 1日平均 | 1日平均 |
| 年   | 乗車    | 下車    | 乗降計  | 出典   | 乗車    | 乗降計  |
| ---- | ------- | ------- | ------- | ------ | ------- | ------- |
| 2018 | 28,211  | 29,854  | 58,065  | [ 14 ] | 434     | 893     |
| 2019 | 181,566 | 171,917 | 353,483 | [ 15 ] | 497     | 968     |
| 2020 | 179,664 | 169,494 | 349,158 | [ 16 ] | 491     | 954     |
| 2021 | 143,029 | 135,724 | 278,753 | [ 17 ] | 392     | 764     |

## 駅周辺
- 豊原大道一段（中国語版）
- 台3線
- 私立弘文高級中学（中国語版）
- 台中市立豊南国民中学
- 台中市立合作国民小学
- 台中市立豊田国民小学

## バス
最寄りの停留所は「頭家厝車站」（頭家厝から改名）。
台中市市区公車
| 系統  | 区間                        | 事業者   | 備考                                                        |
| ----- | --------------------------- | -------- | ----------------------------------------------------------- |
| 55    | 地方法院 - 豊原             | 豊原客運 | 北屯豊原幹線。豊原慈済宮、一中商圏、舊社公園、潭子方面      |
| 65    | 潭雅神緑園道 － 南区区公所  | 全航客運 | - 崇徳支線 - 潭子駅、得天宮、台中一中、台中駅、台中高工経由 |
| 901主 | 豊原（北陽二街） - 明德高中 | 台中客運 | 台3線豊原台中段幹線。 豊原区豊東路経由                      |
| 901副 | 豊原（北陽二街） - 明徳高中 | 台中客運 | 台3線豊原台中段幹線 經豊原大道経由                          |
| 900   | 光明国中 - 豊原高中         | 豊原客運 | - 55路とほぼ重複 - 平日通勤時間帯のみ運行、土休日運休       |

## 隣の駅
台湾鉄路管理局
台中線（山線）
潭子駅 - 頭家厝駅 - 松竹駅